# Kronberger Lily
Kronberger Lily vagy Kronberger Lili, férjezett nevén Szent-Györgyi Imréné (Budapest, 1890. november 12. – Budapest, 1974. május 21.) a női műkorcsolyázás magyar úttörője.

## Életpályája
Budapesten született zsidó családban Kronberger Miksa (1857–1902) fakereskedő és Kreisler Janka (1867–1927) gyermekeként. Apai nagyszülei Kronberger Mór és Kronberger Adél (1832–1906), anyai nagyszülei Kreisler József és Reif Borbála voltak. A magyar sport első világbajnoka. Az első nők egyike volt, aki a műkorcsolyázásra adta a fejét. Eleinte a férfiakkal kellett versenyeznie. Az első két világbajnoki versenyén 1906 és 1907-ben bronzérmet nyert, a sziléziai Troppauban (ma Opava) 1908. január 26-án először lett világbajnok. Ezt a címet háromszor védte meg Budapesten, Berlinben és Bécsben. 1911-ben Budapesten házasságot kötött Szent-Györgyi Imre törvényszéki bíróval. Férjhezmenetele miatt befejezte a sportpályafutását és átadta a stafétabotot Méray-Horváth Zsófiának. Az utolsó bécsi világbajnoki versenye volt az első műkorcsolya futam, amit zene kísért, ez Kodály Zoltán ötlete volt. A hazai sajtónak nem tetszett, hogy nagyobb sikerei voltak, mint a férfiaknak, ezt azzal indokolták, hogy alig volt vetélytársa. Az utókor messze földön megbecsülést ad neki: a Jewish Sport Hall Of Fame 1983-ban besorolta Kronberger Lilit a tagjai közé, a The World Figure Skating Hall of Fame  tagja 1997 óta.

## Eredményei
- Világbajnok:
- 1908 Opava
- 1909 Budapest
- 1910 Berlin
- 1911 Bécs